# Потік (Івано-Франківський район)
Поті́к —село в Україні, у Рогатинській міській громаді Івано-Франківського району Івано-Франківської області.

## Географія
Через село течуть річки Гнила Липа та Струга.

## Історія
Польський дослідник Пшемислав Домбковський помилково ідентифікував село з іншим Потоком (тепер містечко Золотий Потік біля Бучача). Село, зокрема, у 15 столітті було королівщиною, її «тримав» польський шляхтич Миколай Парава з Любіна у 1433–1472 роках. Згадується 1 січня 1457 року в книгах галицького суду .
У 1939 році в селі проживало 830 мешканців (760 українців, 10 поляків, 50 латинників, 5 євреїв і 5 німців та інших національностей).
12 червня 2020 року, відповідно до Розпорядження Кабінету Міністрів України  № 714-р «Про визначення адміністративних центрів та затвердження територій територіальних громад Івано-Франківської області», увійшло до складу Рогатинської міської громади.
19 липня 2020 року, в результаті адміністративно-територіальної реформи та ліквідації Рогатинського району, село увійшло до складу новоутвореного Івано-Франківського району.

## Населення

### Мова
Розподіл населення за рідною мовою за даними перепису 2001 року:
| Мова       | Кількість | Відсоток |
| ---------- | --------- | -------- |
| українська | 696       | 99.86%   |
| російська  | 1         | 0.14%    |
| Усього     | 697       | 100%     |

## Пам'ятки

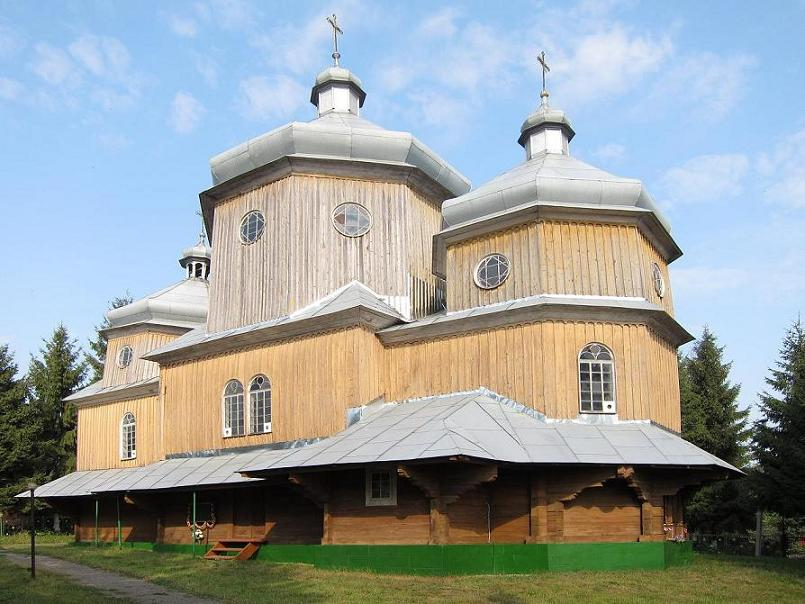
Дерев'яна церква Святого Миколая

Церква Св. Миколи споруджена 1898 року. За архітектурою є класичною тридільною церквою та складається з бабинця, нави та вівтаря. Нава є найбільшою частиною храму, та за формою схожа з іншими частинами церкви. Вінчають храм три бані з хрестами. Іконостас церкви виготовлений в XIX столітті і перебуває на державному обліку мистецьких цінностей.

## Відомі люди
- Гринчишин Дмитро Григорович — український мовознавець, кандидат філологічних наук.
- Оберишин Ілля Степанович — вояк Української Повстанської Армії, протягом 1951–1991 перебував у підпіллі, легалізувався 3 грудня 1991 у незалежній Україні.